# Cryptobia stilbia
Cryptobia stilbia is een soort in de taxonomische indeling van de Euglenozoa. Deze micro-organismen zijn eencellig en meestal rond de 15-40 mm groot. Het organisme komt uit het geslacht Cryptobia en behoort tot de familie Bodonidae. Cryptobia stilbia werd in 1968 ontdekt door Noble.